# Henri Gaillard
Compléments
- Membre de la Société des gens de lettres

Henri Gaillard est l'un des plus vigoureux militants sourds de France à la Belle Époque, né le 24 août 1866 à Paris 16e et mort le 17 avril 1939 à Garches. Ancien élève à l'Institut national de jeunes sourds de Paris (INJS), membre de la Société des gens de lettres. Il est le créateur du verbe « noétomalalier ».

## Biographie
Henri Gaillard est né le 24 août 1866. Son père est Jean Valentin Gaillard et sa mère Joséphine Louise Chilomène Gallard.
Henri devient sourd à la suite d'un bombardement en 1871.
Ses écrits défendent la langue des signes et les sourds qu'il appelle « mes frères », comme Ferdinand Berthier auprès de sourds et des entendants du XIXe siècle. Il fut le continuateur de la Culture sourde en faisant la promotion des écrivains et artistes sourds, avec son imprimerie : « l'imprimerie des Sourds-Muets », situé rue d'Alésia, à Paris, et à travers ses articles dans des gazettes comme La Gazette des sourds-muets, Le Journal des Sourds-Muets, L’Écho de la Société d'Appui fraternel des Sourds-Muets, et d'autres encore. Il a aussi dirigé la Revue pédagogique de l'enseignement des Sourds Muets. Il fut également le directeur du journal littéraire et politique La Silencieuse, qui s'appellera plus tard La République de demain, un journal dont le lectorat ne se compose pas que de personnes sourdes.
L'abondance de ses écrits, entre les livres, les différents journaux, a permis de disposer d'une importante source historique sur la communauté sourde de la Belle Époque.

### Vie privée
Il s'est marié avec Camille Tissier (1875-1909), en 1897, puis, en 1911, il épouse Louise Henriette Walser (1879-1920), la Jeanne d'Arc des sourds-muets, puis en 1921 avec Marguerite Braillon

## Distinctions et récompenses
- Chevalier de la légion d'honneur[9]
- Officier de l'Instruction publique[10]